# Nordischer Lachsspierling
Der Nordische Lachsspierling (Paralepis coregonoides) ist ein Tiefseefisch aus der Familie der Barrakudinas (Paralepididae). Er lebt im nördlichen Atlantik zwischen 65° und 30° nördlicher Breite und in seinen Nebenmeeren, z. B. das westliche Mittelmeer und die nördliche, tiefe Nordsee. 

## Merkmale
Der Nordische Lachsspierling hat einen langgestreckten Körper, der eine Länge von einem halben Meter erreichen kann. Die Bauchflossen setzen ein wenig vor der kurzen Rückenflosse an. Die Afterflosse wird von 22 bis 24 Flossenstrahlen gestützt. Eine kleine Fettflosse ist vorhanden. Sie liegt über dem Ende der Afterflosse. Der Oberkiefer reicht bis zu den Nasenlöchern.

## Lebensweise
Der Nordische Lachsspierling lebt allein oder in kleinen Schwärmen in Tiefen von 50 bis 1000 Metern, meist zwischen 200 und 600 Metern Tiefe im östlichen Ionischen Meer bis in Tiefen von 1032 Metern. Er ernährt sich von kleinen Fischen, Garnelen und zeitweise auch von Zooplankton. Zur Fortpflanzung wandern die Fische in tropische und subtropische Meere. Sie laichen von März bis September nahe der Meeresoberfläche ab.